# Iława
Iława là một thị trấn thuộc huyện Iławski, tỉnh Warmińsko-Mazurskie ở đông-bắc Ba Lan. Thị trấn có diện tích 22 km². Đến ngày 1 tháng 1 năm 2011, dân số của thị trấn là 32343 người và mật độ 1478 người/km².